# دیانا برت
دیانا برت (انگلیسی: DeAnna Burt؛ زادهٔ ۱۵ فوریهٔ ۱۹۶۹) ژنرال سپهبد نیروی فضایی ایالات متحده است که از سال ۲۰۲۲ به عنوان معاون عملیات فضایی در نقش سایبری و هسته‌ای خدمت کرده است. او اولین سرلشکر زن و دومین افسر ژنرال زن در نیروی فضایی ایالات متحده است.

## فعالیت نظامی
برت در سال ۱۹۹۲ پس از فارغ‌التحصیلی از دانشگاه هوانوردی امبری-ریدل وارد نیروی هوایی ایالات متحده شد. او یک افسر عملیات فضایی حرفه‌ای با سابقه چندین عملیات ماهواره‌ای و پست‌های مختلف در فرماندهی فضایی نیروی هوایی و فرماندهی اروپایی ایالات متحده است. او فرماندهی اسکادران عملیات فضایی دوم، گروه عملیاتی ۴۶۰ و بال فضایی ۵۰ را بر عهده داشته است. او فارغ‌التحصیل و مدرس سابق دانشکده تسلیحات نیروی هوایی و فارغ‌التحصیل دانشکده مطالعات پیشرفته هوا و فضا است. پس از حضور در دانشکده تسلیحات، برت به مدت دو سال به عنوان مربی، دستیار فرمانده پرواز آموزشی و فرمانده پرواز آموزشی در آنجا خدمت کرد. از سال ۲۰۰۱ تا ۲۰۰۴، او به عنوان افسر عملیات دفاع موشکی و معاون شعبه عملیات فنی ویژه فرماندهی ایالات متحده آمریکا در اروپا منصوب شد. او همچنین به عنوان معاون فرمانده مرکز جنگ نیروی هوایی ایالات متحده خدمت کرد. در سال ۲۰۲۱، برت به نیروی فضایی منتقل شد، جایی که او اکنون به عنوان افسر عملیات اصلی، مسئول عملیات پشتیبانی، سایبری و عملیات هسته‌ای است. او به عنوان فرمانده فرماندهی فضایی نیروی ترکیبی و معاون فرماندهی عملیات فضایی از سال ۲۰۲۰ تا ۲۰۲۲ خدمت کرد.
در اوت ۲۰۰۸، برت فرماندهی اسکادران عملیات فضایی ۲ (2-SOPS) را بر عهده گرفت و سیستم موقعیت‌یابی جهانی را اداره می‌کرد. او به مدت دو سال به عنوان فرمانده این اسکادران خدمت کرد، پس از آن به عنوان رئیس بخش موقعیت‌یابی، ناوبری، و الزامات زمان‌بندی فرماندهی فضایی نیروی هوایی (AFSPC) به پایگاه نیروی هوایی پترسون در کلرادو منصوب شد. در ژوئن ۲۰۲۳، برت از قوانین ایالتی «ضد دگرباشان جنسی» انتقاد کرد چرا که نیروی فضایی را از استخدام واجد شرایط‌ترین کاندیداها برای انجام وظایف محوله بازمی‌دارد. برت با یک سرهنگ بازنشسته نیروی هوایی به نام دیوید مورو ازدواج کرده است.

## تحصیلات
برت در ۱۵ فوریه ۱۹۶۹ در لویی‌ویل، کنتاکی به دنیا آمد. هنگامی که او شش ساله بود، خانواده اش به جکسونویل، فلوریدا نقل مکان کردند. برت برای دریافت بورسیه تحصیلی وارد سپاه آموزش افسران رزرو نیروی هوایی (AFROTC) در دانشگاه هوانوردی امبری-ریدل شد. او در ابتدا قصد داشت فقط به مدت چهار سال در نیروی هوایی کار کند. او در سال ۱۹۹۱ مدرک مهندسی هوانوردی را اخذ کرد و به عنوان فارغ‌التحصیل ممتاز شناخته شد. در سال ۱۹۹۵ مدرک مدیریت منابع انسانی از دانشگاه ایالتی تروی در آلاباما دریافت کرد. به عنوان بخشی از آموزش نظامی حرفه‌ای خود، برت در مدرسه افسران اسکادران، دانشکده تسلیحات نیروی هوایی، دانشکده فرماندهی و ستاد هوایی، دانشکده مطالعات پیشرفته هوا و فضا، کالج ملی جنگ و دانشگاه هوایی شرکت کرد.